# 仁湾街道
仁湾镇，是中华人民共和国湖南省永州市冷水滩区下辖的一个乡镇级行政单位。2015年11月16日，仁湾镇与杨家桥街道成建制合并设立杨家桥街道。

## 行政区划
仁湾镇下辖以下地区：
梓塘社区、黄甸村、东冲村、张家村、坪原村、永西村、里湾村、胡家岭村、龙江桥村、峦丘头村、棉花塘村、横冲村、张家铺村、青草铺村、新田村、木瓜埠村、东山里村、罗建村、石塘村、渣冲村、抬头村、金木塘村、袁家村、老鸭窝村、陈家村和刘家村。